# Alessandro Costacurta
Alessandro Costacurta (Jerago con Orago, provincia de Varese, 24 de abril de 1966) es un exfutbolista y exentrenador italiano que jugaba como defensa. Jugó prácticamente toda su carrera en el A. C. Milan, desde 1987 hasta su retiro en 2007.

## Trayectoria

### Comienzo en Milan y préstamo al Monza
Alessandro Costacurta, conocido entre sus fanes como Billy, comenzó su carrera futbolística en las divisiones inferiores del A. C. Milan, en la temporada 1985-86, Costacurta integró la plantilla del equipo rossonero pero no llegó a disputar ni un solo partido. El Milan decidió ceder al joven Billy al A. C. Monza de la Serie C, donde jugó de titular toda la temporada.

### Regreso y éxito en el Milan
Tras una temporada regresó al Milan debutando finalmente en octubre de 1987 contra el Hellas Verona. En la temporada 1986-87, el entrenador Arrigo Sacchi decidió que Costacurta fuera el suplente de Filippo Galli, esa temporada disputó 7 partidos, uno en la Copa Italia. La temporada 1988-89 comenzó con la consecución del Milan de la Supercopa de Italia contra la Sampdoria. Ese año, el Milan ganó la UEFA Champions League contra el Steaua de Bucarest.
Pero la etapa de más protagonismo para Billy Costacurta, vendrá en la denominada Era Capello, de 1991 a 1996, cuando Costacurta formó junto a Paolo Maldini una de las más efectivas defensas de la historia. En dicha etapa, Costacurta ganó 4 Scudettos, una Champions League, una Supercopa de Europa y 3 Supercopas de Italia.
Tras la marcha de Fabio Capello, llegarían otros entrenadores como Alberto Zaccheroni, Fatih Terim y Carlo Ancelotti. En 2003, Costacurta sería apartado de la titularidad en el club por primera vez desde la década de los 80 por el siempre irregular defensa brasileño Roque Júnior. En la temporada 2003-04, Costacurta ganó su último Scudetto con el Milan, el séptimo de su extensa carrera deportiva.

### Retirada
En mayo de 2007, Costacurta puso punto final a su carrera como futbolista disputando su último partido en San Siro contra el Udinese, allí recibió el aplauso de toda la grada tifosi, en ese momento contaba con 41 años.

## Selección nacional
Tuvo que esperar hasta 1991 para debutar como internacional italiano. Jugó dos Copas del Mundo, USA 1994 (donde Italia terminó subcampeón) y Francia 1998, además de la Eurocopa 1996. Jugó un total de 59 partidos y marcó 2 goles. En 1998 se retiró de la selección azzurra.

### Participaciones en Copas del Mundo
| Mundial              | Sede           | Resultado        |
| -------------------- | -------------- | ---------------- |
| Copa Mundial de 1994 | Estados Unidos | Subcampeón       |
| Copa Mundial de 1998 | Francia        | Cuartos de final |

### Participaciones en Eurocopa
| Eurocopa                | Sede          | Resultado    |
| ----------------------- | ------------- | ------------ |
| Eurocopa Sub-21 de 1990 | Sin sede fija | Semifinal    |
| Eurocopa 1996           | Inglaterra    | Primera fase |

## Carrera como entrenador
En la temporada 2007-08, Costacurta entró como asistente técnico del entrenador Carlo Ancelotti, a finales de temporada, se rumoreó que Costacurta recibió ofertas de diversos clubes, una de ellas del A.C. Pisa, la cual Costacurta rechazó.
En octubre de 2008, Costacurta fue nombrado nuevo entrenador del Mantova FC de la Serie B, sin embargo, los resultados del club no fueron satisfactorios y después de que el club cayera frente al Vicenza, Costacurta fue destituido.

## Estadísticas

### Como jugador
| Club | Div.          | Temporada     | Liga  | Liga  | Copa Italia | Copa Italia | Torneos internacionales(1) | Torneos internacionales(1) | Otros(2) | Otros(2) | Total | Total |
| Club | Div.          | Temporada     | Part. | Goles | Part.       | Goles       | Part.                      | Goles                      | Part.    | Goles    | Part. | Goles |
| --- | ------------- | ------------- | ----- | ----- | ----------- | ----------- | -------------------------- | -------------------------- | -------- | -------- | ----- | ----- |
| A. C. Milan · Italia | 1.ª           | 1986-87       | 0     | 0     | 2           | 0           | —                          | —                          | —        | —        | 2     | 0     |
| A. C. Milan · Italia | 1.ª           | 1987-88       | 7     | 0     | 1           | 0           | —                          | —                          | —        | —        | 8     | 0     |
| A. C. Milan · Italia | 1.ª           | 1988-89       | 26    | 0     | 7           | 0           | 7                          | 0                          | 1        | 0        | 41    | 0     |
| A. C. Milan · Italia | 1.ª           | 1989-90       | 26    | 1     | 3           | 0           | 10                         | 0                          | 1        | 0        | 40    | 1     |
| A. C. Milan · Italia | 1.ª           | 1990-91       | 25    | 0     | 3           | 0           | 6                          | 0                          | 1        | 0        | 35    | 0     |
| A. C. Milan · Italia | 1.ª           | 1991-92       | 30    | 1     | 6           | 0           | —                          | —                          | —        | —        | 36    | 1     |
| A. C. Milan · Italia | 1.ª           | 1992-93       | 31    | 0     | 6           | 0           | 10                         | 0                          | 1        | 0        | 48    | 0     |
| A. C. Milan · Italia | 1.ª           | 1993-94       | 30    | 0     | 2           | 0           | 13                         | 0                          | 2        | 0        | 47    | 0     |
| A. C. Milan · Italia | 1.ª           | 1994-95       | 27    | 0     | 3           | 0           | 8                          | 0                          | 2        | 0        | 40    | 0     |
| A. C. Milan · Italia | 1.ª           | 1995-96       | 30    | 0     | 3           | 0           | 7                          | 0                          | —        | —        | 40    | 0     |
| A. C. Milan · Italia | 1.ª           | 1996-97       | 30    | 0     | 3           | 0           | 5                          | 0                          | 1        | 0        | 39    | 0     |
| A. C. Milan · Italia | 1.ª           | 1997-98       | 29    | 0     | 8           | 0           | —                          | —                          | —        | —        | 37    | 0     |
| A. C. Milan · Italia | 1.ª           | 1998-99       | 29    | 0     | 3           | 0           | –                          | –                          | –        | –        | 32    | 0     |
| A. C. Milan · Italia | 1.ª           | 1999-00       | 27    | 0     | 2           | 0           | 5                          | 0                          | 1        | 0        | 35    | 0     |
| A. C. Milan · Italia | 1.ª           | 2000-01       | 18    | 0     | 2           | 0           | 9                          | 0                          | —        | —        | 29    | 0     |
| A. C. Milan · Italia | 1.ª           | 2001-02       | 21    | 0     | 3           | 0           | 7                          | 0                          | —        | —        | 31    | 0     |
| A. C. Milan · Italia | 1.ª           | 2002-03       | 18    | 0     | 5           | 0           | 10                         | 0                          | —        | —        | 33    | 0     |
| A. C. Milan · Italia | 1.ª           | 2003-04       | 22    | 0     | 5           | 0           | 8                          | 0                          | 1        | 0        | 36    | 0     |
| A. C. Milan · Italia | 1.ª           | 2004-05       | 14    | 0     | 3           | 0           | 5                          | 0                          | —        | —        | 22    | 0     |
| A. C. Milan · Italia | 1.ª           | 2005-06       | 15    | 0     | 3           | 0           | 3                          | 0                          |          |          | 21    | 0     |
| A. C. Milan · Italia | 1.ª           | 2006-07       | 3     | 1     | 5           | 0           | 3                          | 0                          | —        | —        | 11    | 1     |
| A. C. Milan · Italia | Total club    | Total club    | 458   | 3     | 78          | 0           | 116                        | 0                          | 11       | 0        | 663   | 3     |
| A. C. Monza · Italia | 3.ª           | 1986-87       | 30    | 0     | —           | —           | —                          | —                          | 1        | 0        | 31    | 0     |
| Total carrera | Total carrera | Total carrera | 488   | 3     | 78          | 0           | 116                        | 0                          | 12       | 0        | 694   | 3     |
| (1) Incluye datos de la Liga de Campeones y Copa de la UEFA. (2) Incluye datos de la Supercopa de Italia, Supercopa de Europa, Copa Intercontinental y Copa Italia Serie C. |               |               |       |       |             |             |                            |                            |          |          |       |       |

### Como entrenador
| Equipo                 | Año       | Estadísticas | Estadísticas | Estadísticas | Estadísticas | Estadísticas |
| Equipo                 | Año       | PD           | G            | E            | P            | G%           |
| ---------------------- | --------- | ------------ | ------------ | ------------ | ------------ | ------------ |
| A. C. Mantova · Italia | 2008-2009 | 13           | 4            | 4            | 5            | 30.77        |
| Total                  | Total     | 13           | 4            | 4            | 5            | 30.77        |

## Palmarés

### Títulos nacionales
| Título              | Club                      | País   | Año     |
| ------------------- | ------------------------- | ------ | ------- |
| Serie A             | Associazione Calcio Milan | Italia | 1987-88 |
| Supercopa de Italia | Associazione Calcio Milan | Italia | 1988    |
| Serie A             | Associazione Calcio Milan | Italia | 1991-92 |
| Supercopa de Italia | Associazione Calcio Milan | Italia | 1992    |
| Serie A             | Associazione Calcio Milan | Italia | 1992-93 |
| Supercopa de Italia | Associazione Calcio Milan | Italia | 1993    |
| Serie A             | Associazione Calcio Milan | Italia | 1993-94 |
| Supercopa de Italia | Associazione Calcio Milan | Italia | 1994    |
| Serie A             | Associazione Calcio Milan | Italia | 1995-96 |
| Serie A             | Associazione Calcio Milan | Italia | 1998-99 |
| Copa Italia         | Associazione Calcio Milan | Italia | 2002-03 |
| Serie A             | Associazione Calcio Milan | Italia | 2003-04 |
| Supercopa de Italia | Associazione Calcio Milan | Italia | 2004    |

### Títulos internacionales
| Título                       | Equipo                    | Sede      | Año     |
| ---------------------------- | ------------------------- | --------- | ------- |
| Copa de Campeones de Europa  | Associazione Calcio Milan | Barcelona | 1988-89 |
| Supercopa de Europa          | Associazione Calcio Milan | Barcelona | 1989    |
| Copa Intercontinental        | Associazione Calcio Milan | Tokio     | 1989    |
| Copa de Campeones de Europa  | Associazione Calcio Milan | Viena     | 1989-90 |
| Supercopa de Europa          | Associazione Calcio Milan | Milán     | 1990    |
| Copa Intercontinental        | Associazione Calcio Milan | Tokio     | 1990    |
| Liga de Campeones de la UEFA | Associazione Calcio Milan | Atenas    | 1993-94 |
| Supercopa de Europa          | Associazione Calcio Milan | Milán     | 1994    |
| Liga de Campeones de la UEFA | Associazione Calcio Milan | Londres   | 2002-03 |
| Supercopa de Europa          | Associazione Calcio Milan | Mónaco    | 2003    |
| Liga de Campeones de la UEFA | Associazione Calcio Milan | Atenas    | 2006-07 |

### Distinciones individuales
| Distinción                              | Año  |
| --------------------------------------- | ---- |
| Mejor futbolista europeo 1954-2004: #50 | 2004 |

## Vida privada
Costacurta está casado con la ex Miss Italia Martina Colombari, y tiene un hijo, Achille. Costacurta es conocido por sus críticas a la homofobia y la discriminación contra las mujeres. En una entrevista de 2012 con el periódico italiano Corriere della Sera, afirmó que los futbolistas deberían ser abiertos sobre su sexualidad.